# Ambulans (film 1990)
Ambulans – amerykański thriller z 1990 roku.

## Główne role
- Eric Roberts – Josh Baker
- James Earl Jones – porucznik Spencer
- Megan Gallagher – Sandra Malloy
- Red Buttons – Elias Zacharai
- Janine Turner – Cheryl
- Eric Braeden – Lekarz
- Richard Bright – McClosky
- James Dixon – Detektyw 'Jughead' Ryan